# Tytus Peszyński (powstaniec listopadowy)
Tytus Henryk Peszyński herbu Cholewa (ur. 1811 w Żeniszkowicach, zm. 7 kwietnia 1881 w Sanoku) – polski oficer, właściciel ziemski.

## Życiorys

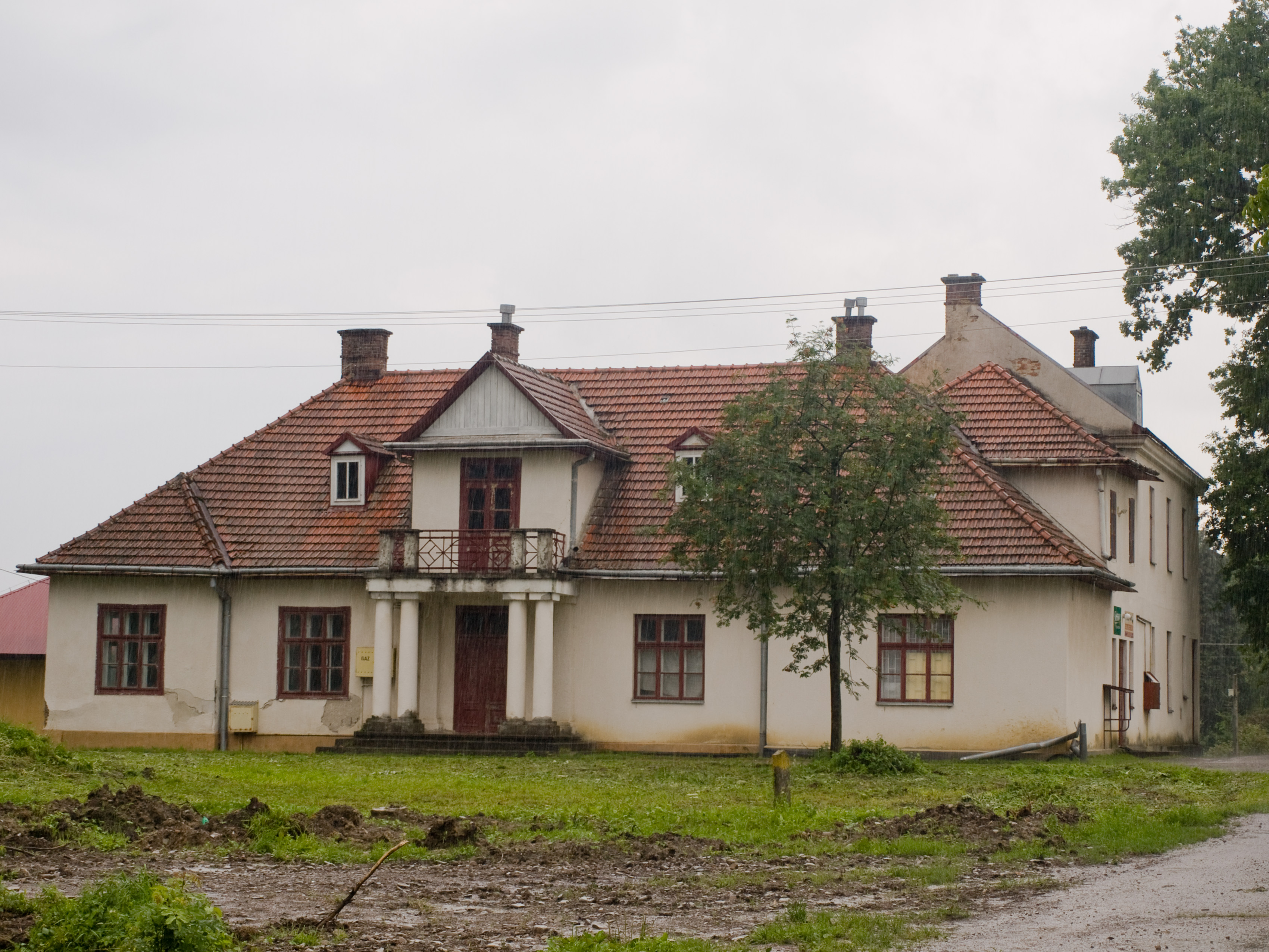
Dwór Sulimirskich w Kobylanach

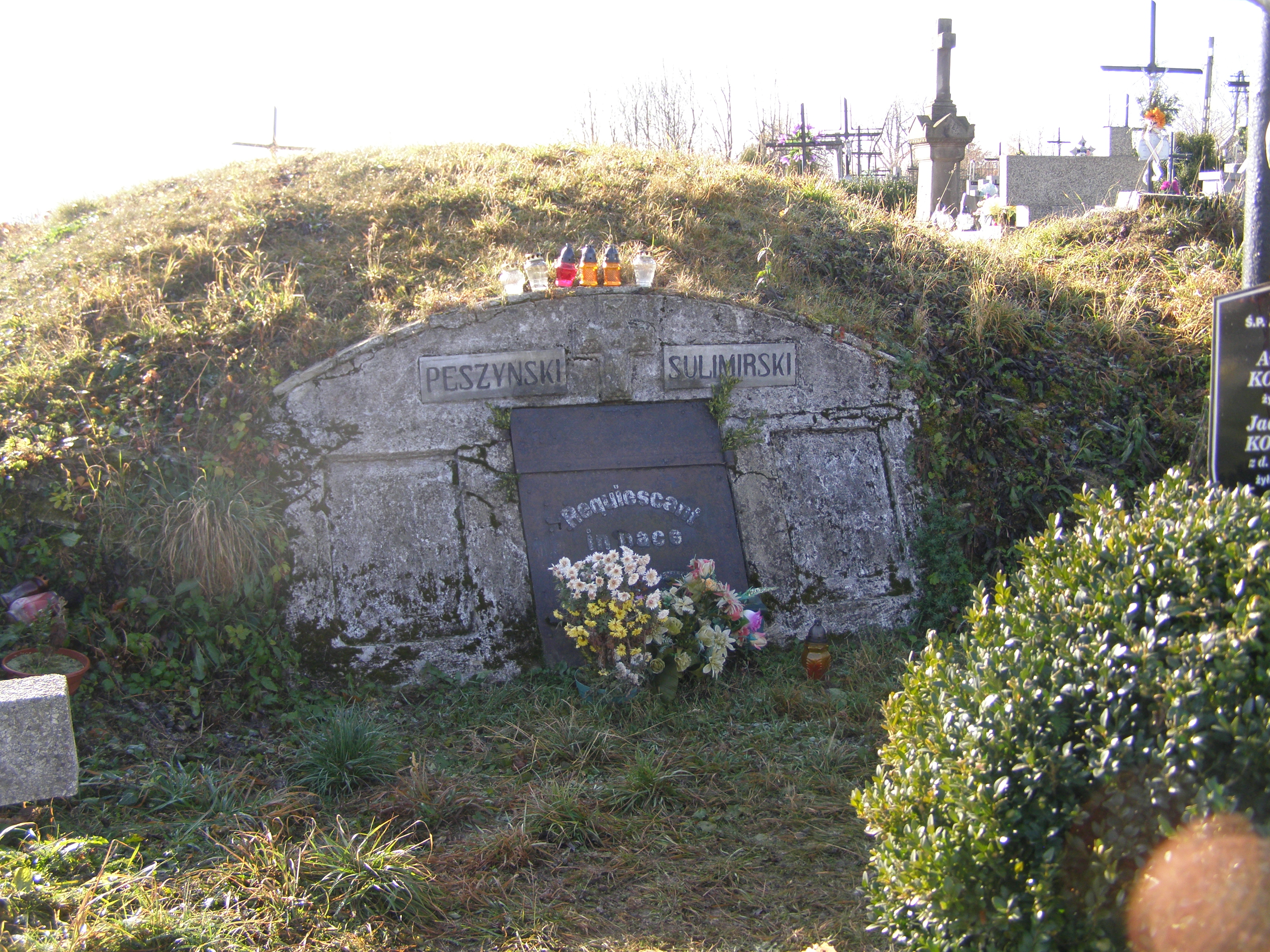
Grobowiec rodzin Peszyńskich i Sulimirskich w Kobylanach

Syn Melchiora. Według różnych źródeł urodził się w 1810, 1811 lub 1 marca 1813 w Żeniszkowicach (powiat latyczowski).
Był żołnierzem Wojska Polskiego Królestwa Kongresowego w szeregach 1 Pułku Piechoty Liniowej, później w pułk strzelców gwardii wołyńskiej. W 1830 zwolniony w randze oficera. Brał udział w powstaniu listopadowym 1831 walcząc pod dowództwem generałów Romana Sołtyka i Antoniego Giełguda na obszarze Litwy w bitwach o Wilno, pod Rajgrodem, pod Szawlami. Pod Warszawą został przedstawiony do awansu do stopnia kapitana. Pod Modlinem został wzięty do niewoli, z której zbiegł i przedostał się do Galicji. Po upadku insurekcji majątek Juliana i Tytusa Peszyńskich został skonfiskowany. W 1848 uczestniczył w Wiośnie Ludów i był dowódcą 10 kompanii Gwardii Narodowej we  Lwowie.
Odziedziczył rodzinny majątek w Kobylanach. W 1880 zamieszkiwał w Sanoku.
Zmarł 7 kwietnia 1881. Został pochowany na cmentarzu przy ul. Jana Matejki w Sanoku w pogrzebie pod przewodnictwem sanockiego proboszcza ks. Franciszka Salezego Czaszyńskiego 10 kwietnia 1881. Jego grób nie zachował się.
Był żonaty z Emilią Ponińską (1811-1879), z którą miał córkę i trzech synów: Tadeusza (1836-1908, odziedziczył po ojcu majątek Kobylany) i Tytusa (zm. 1863, poległy w powstaniu styczniowym). Mężem jego wnuczki Oktawii został Wit Sulimirski.